# Цап-забивайло
«Цап-забивайло» (англ. Goat) — майбутній американський анімаційний спортивний комедійний фільм, створений студіями Columbia Pictures і Sony Pictures Animation у співпраці з Unanimous Media та Modern Magic. Дистриб’ютором стрічки виступає компанія Sony Pictures Releasing у США та B&H Film Distribution Company в Україні. Режисером фільму став Тайрі Діллігей — це його дебют у повнометражному кіно; співрежисером — Адам Розетт, сценарій написали Аарон Буксбаум та Тедді Райлі.
Головну роль озвучує Калеб Маклафлін, а також у фільмі задіяні голоси Ґабріель Юніон, Стефена Каррі (який також є одним із продюсерів), Ніколи Кохлан, Ніка Крола, Девіда Гарбора, Дженіфер Льюїс, Аарона П’єра, Петтона Освальта, Ендрю Сантіно, Боббі Лі, Едуардо Франко, Шеррі Коли, Джеллі Ролла та Дженніфер Гадсон. Сюжет зосереджений на антропоморфному козлі, на ім'я Вілл Гарріс, який вступає до баскетбольної ліги, прагнучи стати найкращим гравцем усіх часів.
Проєкт було анонсовано у травні 2024 року — тоді ж Діллігей і Розетт були затверджені як режисер та співрежисер відповідно. Продюсерами виступають Стівен Каррі та Ерік Пейтон (Unanimous Media), а також Мішель Раймо Куяте, Адам Розенберґ і Родні Ротман (Modern Magic). Основний акторський склад був оголошений у червні 2025 року.
Прем'єра фільму в Україні запланована на 12 лютого 2026 року, дистрибуцією займатиметься B&H Film Distribution Company.

## Назва
В англійській мові слово goat означає «цап», але також є популярним акронімом G.O.A.T. — Greatest Of All Time («Найкращий усіх часів»), який часто вживається у спортивному контексті для позначення легендарного гравця. Український переклад «Цап-забивайло» є грою слів, що обігрує відомий фразеологізм «цап-відбувайло» — людину, яку призначають винною за чужі провини.

## Сюжет
Сюжет фільму розгортається у світі, населеному виключно антропоморфними тваринами. У центрі подій — Вілл, невеличкий цап із великими амбіціями, який отримує унікальний шанс стати професійним гравцем у звіробол — динамічну силову спортивну гру, в якій переважають найшвидші та найнебезпечніші хижаки. Нові товариші по команді спершу скептично ставляться до появи маленького цапа у своєму складі, однак Вілл прагне змінити уявлення про спорт.

## Акторський склад
- Калеб Маклафлін — Вілл Гарріс
- Ґабріель Юніон — Джетт Філлмор
- Нік Кролл — Модо Олаченко
- Нікола Кохлан — Олівія Бурк
- Девід Гарбор — Арчі Евергардт
- Стефен Каррі — Ленні Вільямсон
- Дженіфер Льюіс — Флоренс Еверсон
- Петтон Освальт — Денніс

## Виробництво

### Розробка
У травні 2024 року компанія Sony Pictures Animation оголосила про розробку анімаційного спортивного фільму під назвою «Goat». Режисером стрічки виступив Тайрі Діллігей, співрежисером — Адам Розетт. Продюсерами стали Стефен Каррі та Ерік Пейтон від імені студії Unanimous Media, а також Мішель Раймо Куяте, Адам Розенберґ і Родні Ротман. Виконавчими продюсерами проєкту є Рік Мішель і Фонда Снайдер; співпродюсером виступає Девід Шуленбурґ.

### Кастинг
У червні 2025 року, під час Міжнародного фестивалю анімаційного кіно в Ансі, було оголошено про участь у фільмі Стефена Каррі, Калеба Маклафліна, Ґебріель Юніон, Ніка Крола, Ніколи Кохлан, Девіда Гарбора, Дженіфер Льюїс і Петтона Освальта. У липні 2025 року до акторського складу приєдналися Дженніфер Гадсон, Аарон П’єр, Джеллі Ролл, Аїша Каррі, Ендрю Сантіно, Боббі Лі, Шеррі Кола та Едуардо Франко.

## Прем'єра

### Кінотеатральний прокат
Прем’єра у США запланована на 13 лютого 2026 року. Вихід фільму приурочено до Матчу усіх зірок НБА, який відбудеться в Лос-Анджелесі в той самий вікенд. В Україні фільм має вийти 12 лютого, а дистриб'ютором виступить B&H Film Distribution Company.

### Домашній реліз
У квітні 2021 року Sony уклала угоди з Netflix та Disney щодо прав на дистрибуцію своїх фільмів із лінійки 2022–2026 років після завершення кінотеатрального прокату та виходу на фізичних носіях. Згідно з угодою, Netflix отримала ексклюзивні права першого вікна (так зване «pay 1 window») на потокову трансляцію — зазвичай це 18-місячний період; угода охоплює «Цап-забивайло» та інші майбутні фільми Sony Pictures Animation і ґрунтується на попередній співпраці, розпочатій у 2014 році. Disney отримала права другого вікна («pay 2 window»), згідно з якими фільм транслюватиметься на Disney+, Hulu, а також на лінійних телеканалах компанії.